# Afterglow (Lied)

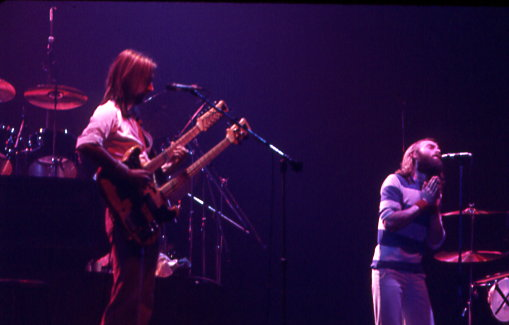
Genesis 1977

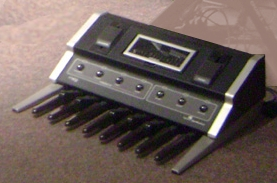
Moog-Taurus-Basspedal

Afterglow (deutsch Abendrot) ist ein Song der britischen Band Genesis und wurde von Tony Banks geschrieben. Der Song wurde im Dezember 1976 auf dem Album Wind & Wuthering veröffentlicht und wurde bis zuletzt auf den Konzerten der Band gespielt.

## Beschreibung
Afterglow ist einfacher und prägnanter Song; er markiert einen Wendepunkt bei Genesis; es wurde der Band klar, dass sie auch kurze Songs schätzen konnten.
Tony Banks schrieb Afterglow „fast in der Zeit, die es braucht, um es zu spielen“. Banks sagte:  „Es geht um die Reaktion auf eine Katastrophe und um die Erkenntnis, was für einen wichtig ist. Während ich die Melodie schrieb, schrieb ich den ersten Vers und machte den Refrain zur Essenz dessen, was die Person wirklich denkt.“
„Afterglow ist simpel, hat aber immer noch Elemente des Prog Rocks“, sagte Banks zum Titel.
Ein paar Tage nachdem er es geschrieben hatte, hatte er plötzlich den Eindruck, dass seine Melodie der von Have Yourself a Merry Little Christmas gleiche. Er spielte es erneut und befand‚ das es nicht gleich war.
Für die tiefen Basstöne wurde ein Moog-Taurus-Basspedal verwendet.

## Rezeption
François Couture rezensierte auf Allmusic:

„Der letzte Song auf Wind and Wuthering, "Afterglow", ist der einzige Titel dieser LP, der weithin bekannt ist. Während das meiste Material des Albums durchs Raster fiel, wurde "Afterglow" mehr als zehn Jahre lang (1977-1987) live aufgeführt. Ein trauriges Liebeslied, langsam und sehr simpel. Seine Stärke liegt in seiner Morgendämmerung, als es am Ende von Moll zu Dur und von zurückhaltender Depression zu herzerwärmendem Optimismus übergeht (es fühlt sich fast elegisch an). Es wurde oft live als Abschluss des Medleys "In the Cage" aufgeführt. Es ist die einzige Genesis-Ballade, die wirklich ein Publikumsliebling war. Phil Collins Gesangsdarbietung ist ein bisschen schüchtern in der Studioaufnahme, aber er entwickelte bald eine berührendere Darbietung.“

## Coverversionen
- 1995: Unicorn[6]
- 1999: Domino (Genesis Tribute-Band)
- 1999: ReGenesis (Genesis Tribute-Band)
- 2012: Steve Hackett